# Baré Esporte Clube
El Baré Esporte Clube és un club de futbol brasiler de la ciutat de Boa Vista a l'estat de Roraima.

## Història
El 26 d'octubre de 1946 va néixer el Baré Esporte Clube fundat per Aquilino da Mota Duarte, Claudeonor Freire, Mário Abdala, Hitler de Lucena, Adamor Menezes, Simão Souza, Francisco Galvão Soares, Francisco das Chagas Duarte, Alcides da Conceição Lima Filho, Ruben da Silva Bento, José Maria Menezes Filho i Luciano Tavares de Araújo, els quals eren un grup dissident del club Atlético Roraima. El club guanyà el seu primer campionat estatal oficial l'any 1982. Com a club amateur també guanyà les edicions de 1984, 1986 i 1988. El 1983 guanyà el Torneio de Integração da Amazônia, derrotant l'Independência d'Acre a la final. El 1985 tornà a guanyar la competició, amb un títol compartit amb el Trem d'Amapá. Durant l'època professional, el club guanyà cinc nou campionats estatals, el darrer l'any 2010.

## Estadi
El club disputa els seus partits a l'Estadi Flamarion Vasconcelos anomenat Canarinho. Té una capacitat màxima per a 6.000 espectadors.

## Palmarès
- Campionat roraimense:
  - 1982, 1984, 1986, 1988, 1996, 1997, 1999, 2006, 2010

- Torneio de Integração da Amazônia:
  - 1983, 1985